# Christopher Paolini
Christopher James Paolini (født 17. november 1983 i det sydlige Californien, USA) er en amerikansk forfatter. Han er bedst kendt som forfatter til Arven-serien, som består af bøgerne Eragon, Den ældste, Brisingr og den fjerde bog Arven.
Han bor i Paradise Valley, Montana, hvor han også er opvokset.
Hans debutroman Eragon blev filmatiseret i 2006.